# Midsummer Madness (gravadora)
midsummer madness é um selo fonográfico independente, produtora e editora musical brasileira fundada por Rodrigo Lariú. Ela foi criada inicialmente como um fanzine em 1989, se tornando uma gravadora apenas em 1994.

## História
Rodrigo Lariú conheceu a mídia alternativa através de sua amiga Beatriz Lamego, que foi quem o apresentou aos fanzines quando ele ainda tinha apenas 15 anos de idade. Seu interesse pelo assunto foi imediato pois sua mãe, falecida em 1984, era uma historiadora e sempre havia estimulado a autoprodução e o interesse pela imprensa alternativa. Ele teve mais um contato com esse tipo de mídia após conhecer o grande entusiasta de quadrinhos Moacy Cirne, que trabalhava com a mãe de Rodrigo na Universidade Federal Fluminense. Em 1988 ele começou a fazer o zine midsummer madness (com o nome grafado desta forma, em letras minúsculas) ainda no colégio.
A primeira edição foi lançada com sete páginas em xerox no mês de julho daquele ano. Ele então mandou algumas cópias para alguns meios de comunicação da época e a resposta foi muito positiva, aparecendo no jornal O Globo, no Boletim CENAPI e sendo elogiada na revista Animal no encarte "MAUDITO". Com isso o midsummer madness entrou na rede dos fanzines brasileiros. De 1989 até o início da década de 1990 foram feitas ao todo cerca de quatro edições do midsummer madness. Em 1991 foi lançada a 5ª edição do zine (#4 pois a primeira edição foi o #0) que incluiu uma fita cassete encartada. A fita era uma espécie de mixtape com bandas internacionais como Jesus & Mary Chain, The Telescopes, Velvet Underground mas também músicas de bandas do underground brasileiro da época como Second Come, Pin Ups e Killing Chainsaw. Uma segunda coletânea em fita cassete saiu encartada na 6ª edição (#5) com dezenas de bandas nacionais, entre elas Eddie, Velouria, Skijktl, Mickey Junkies, Safari Hamburguers, Pelvs, Beach Lizards, Náuplio, Corsage, Oz, Primitive Painters, Cabeça, Low Dream, Woyzeck, The Last Seeds, Drivellers e Primal Violence.
Em 1994, com a boa repercussão das fitas, Rodrigo parou de fazer os fanzines e criou um selo para lançar as "fitas demo" estavam crescendo e democratizando a cena da música independente. A boa repercussão das fitas encartadas nos zines fez com que Lariú começasse a receber uma grande quantidade de fitas de bandas de todo Brasil.. A midsummer madness acabou então relançando trabalhos de vários artistas nacionais do meio independente, sendo a primeira fita (mm03 pois as duas coletâneas anteriores ganharam os códigos mm01 e mm02) da banda carioca Drivellers, formada por Beatriz Lamego, Alessandra Lariú (irmã do Rodrigo), Cadu Pilotto e Fabíola Ferolla.
Várias fitas depois, os primeiros lançamentos em CD foram o álbum de estreia "Bingo" da banda The Cigarettes e o segundo disco da Pelvs, "Members to Sunna", ambos lançados em Outubro de 1997. Os lançamentos em CD só foram possíveis com a entrada de dois amigos do Lariú no midsummer madness, Marcos Rayol (ex-guitarrista da Pelvs) e Rodrigo Letier. Os dois amigos e sócios costuraram uma parceria com o recém criado estúdio Freezer, um estúdio de ensaios e gravações idealizado por Gustavo Seabra (da Pelvs) e Dodô Azevedo (ex-baterista da Pelvs). O Freezer foi essencial para viabilizar diversas gravações de bandas do midsummer madness nos anos 90 e 2000.
No ano de 1998, foi lançado o álbum "Eurosambas 1992-1999", do grupo musical The Gilbertos. Com 2 mil cópias vendidas, foi o lançamento de maior sucesso comercial do selo e depois de 7 anos de lançamento; a filial da EMI do Portugal incluiu a música "Amor Amor Amor" numa coletânea com Arnaldo Antunes, Adriana Calcanhoto, Herbert Vianna, Ed Motta entre outros artistas do MPB.
Com os lançamentos em CD, o midsummer madness passou a usar dois catálogos: um catálogo que listava os EPs e discos que não eram lancados em CD, e outro catálogo que organizava os álbuns.
Para tentar dar suporte para as bandas e driblar a absoluta falta de interesse no underground brasileiro que cantava em inglês, ele criou o festival Algumas Pessoas Tentam te Fuder em 1998. O festival teve 8 edições com este nome até ser rebatizado Festival Evidente. Por causa do envolvimento com a cena de festivais, em 2005, Lariú foi um dos fundadores da ABRAFIN (Associação Brasileira de Festivais Independentes), que teve destaque no dia 19 de maio de 2010 no artigo "Discussão sobre patrocínio estatal a eventos independentes de música move de Petrobras a festivais tradicionais" no jornal Folha de S.Paulo.
A edição de 2016 do festival Algumas Pessoas Tentam te Fuder teve apoio da marca de cerveja Skol.. Em julho de 2017, o midsummer madness apareceu na matéria "21 selos independentes que você precisa conhecer" do site Red Bull Brasil.. No ano de 2018, a gravadora lançou uma coletânea intitulada “Tropical Fuzz: Brazilian Guitars 1988-2018” com várias faixas de músicas lançadas pelo selo a fim de apresentar o cenário indie brasileiro à cena inglesa depois que Lariú passou a morar em Londres.
Em 2018 o midsummer madness foi contemplado no Edital Natura Musical para confecção de uma coletânea comemorativa de 30 anos. A coletânea intitulada "30 em 3 - midsummer madness" deveria ter sido lançada em 2019 mas acabou atrasando. Rodrigo deu uma entrevista ao portal Pop Fantasma em setembro de 2019, onde comentou como é ter um selo fonográfico na atualidade, sua parceria com a netlabel brasileira Sinewave, além de dar dicas para quem quer montar um selo.
Em novembro de 2021, ao lado de outros selos, a Midsummer Madness foi considerado uma das gravadoras mais segmentadas do mercado fonográfico brasileiro pelo Jornal Estado de Minas no artigo "Músicos tentam alternativa ao streaming criando selos próprios".. No mesmo ano, o selo finalmente lançou a coletânea de 30 anos. Dividida em 3 volumes, a coletânea reúne 79 artistas da história do midsummer madness espalhados em um vinil, um CD duplo e uma fita cassete, com as bandas Fellini, Pelvs, Second Come, Loomer, Devilish Dear, Stellar, A Página do Relâmpago Elétrico, Low Dream, Ponto Chic, Dois em Um, The Cigarettes, brincando de deus, Smack, Nervoso e os Calmantes, entre outros.

## Ligação Externa
- http://mmrecords.com.br/ (Site da Gravadora)
- https://midsummermadness.com.br/ (Site da Fanzine)